# وسترن ایر
وسترن ایر (به انگلیسی: Western Air) یک شرکت هواپیمایی با کد یاتا WT است که در تاریخ ۲۰۰۱ میلادی تأسیس شده و در تاریخ ۲۰۰۱ فعالیتش را آغاز کرده‌است. دفتر مرکزی وسترن ایر در فرودگاه سن اندرس واقع شده‌است و قطب این شرکت هواپیمایی در فرودگاه بین‌المللی گرند باهاما، فرودگاه بین‌المللی لیندن پیندلینگ قرار دارد و به ۹ مقصد، پرواز انجام می‌دهد.